# Centro de retención administrativa París 1
El Centro de retención administrativa París 1 es un centro de retención administrativa (en francés: Centre de rétention administrative Paris 1 -CRA) y es más conocido como CRA de Vincennes. 
No está situado en el territorio del municipio de Vincennes (Val-de-Marne, Île-de-France).
Está situado dentro del recinto del Redoute de Gravelle, en el bosque de Vincennes por tanto, en el territorio del  XII Distrito de París (París, Île-de-France).
En junio de 2008, tras la muerte sospechosa de un emigrante tunecino de 41 años, los extranjeros retenidos en estas instalaciones, prendieron fuego al centro, mientras que una manifestación de solidaridad se celebró en el exterior.